# Saint-Germer-de-Fly
Saint-Germer-de-Fly é uma comuna francesa na região administrativa de Altos da França, no departamento de Oise. Estende-se por uma área de 19,9 km². Em 2010 a comuna tinha 1 748 habitantes (densidade: 87,8 hab./km²).